# 湘南单轨电车5000系电力动车组
湘南单轨电车5000系电力动车组（日语：／ Shōnan Monorail 5000-kei densha */?）是湘南单轨电车股份有限公司运营线路江之岛线上一款悬挂式单轨铁路列车，于2004年投入该线路使用。

## 概要
第一列列车的制造是为了替换在线路中运行的唯一一列400型列车，第一列列车于2004年6月24日投入使用，随后次月4日400型列车停用报废。不同于400型列车，500型和本列车共同在线上运行，最初这列列车的导向轮和千叶都市单轨电车1000型是一样的，直到2006年7月才替换成和500型一样的导向轮；这次同时将列车原来的编“号5001 - 5101 - 5002”改成了“5301 - 5201 - 5302”，变动后被当做5300型。
2007年12月5日用于替换500型的第二列列车上线运行，这列列车当做“5500型”，编号为“5503 - 5203 - 5504”，另外这列列车的涂色为蓝色（第一列为红色），这列列车的暱稱为“湘南蓝线”；这是湘南单轨电车股份有限公司第一次给列车取暱稱。
2009年8月20日和21日第三列列车进入（绿线）搬入车库，同年10月13日开始进入正线运营，第三列列车对第二列列车使用的VVVF逆变器进行了改良，两辆先头车的编号为“5605、5606”；而因2008年碰撞事故而处于待修的第二列列车改进了控制装置后先头车编号改为“5603、5604”。
经过一个月的试运行2010年3月第二列列车上线營運，使得5000系三列列车都同时上线运行。
2010年4月第一列列车撤下改造，对车门进行改造后于同年9月上线运行；另外先头车编号改为“5601、5602”，改变后5000系列车编号统一化。

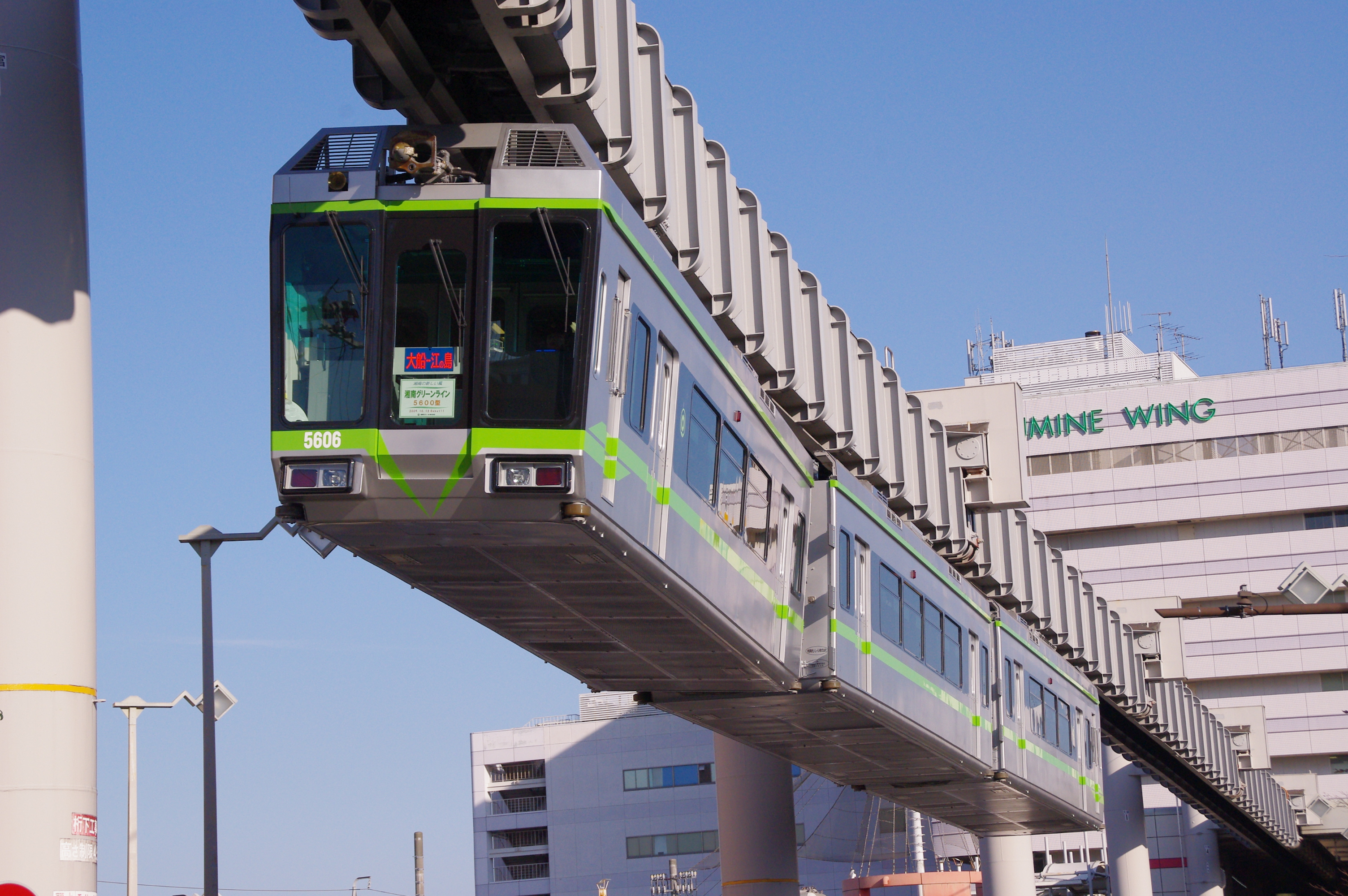
5000系第三列列车（2009年10月30日摄于大船至富士见町区间）
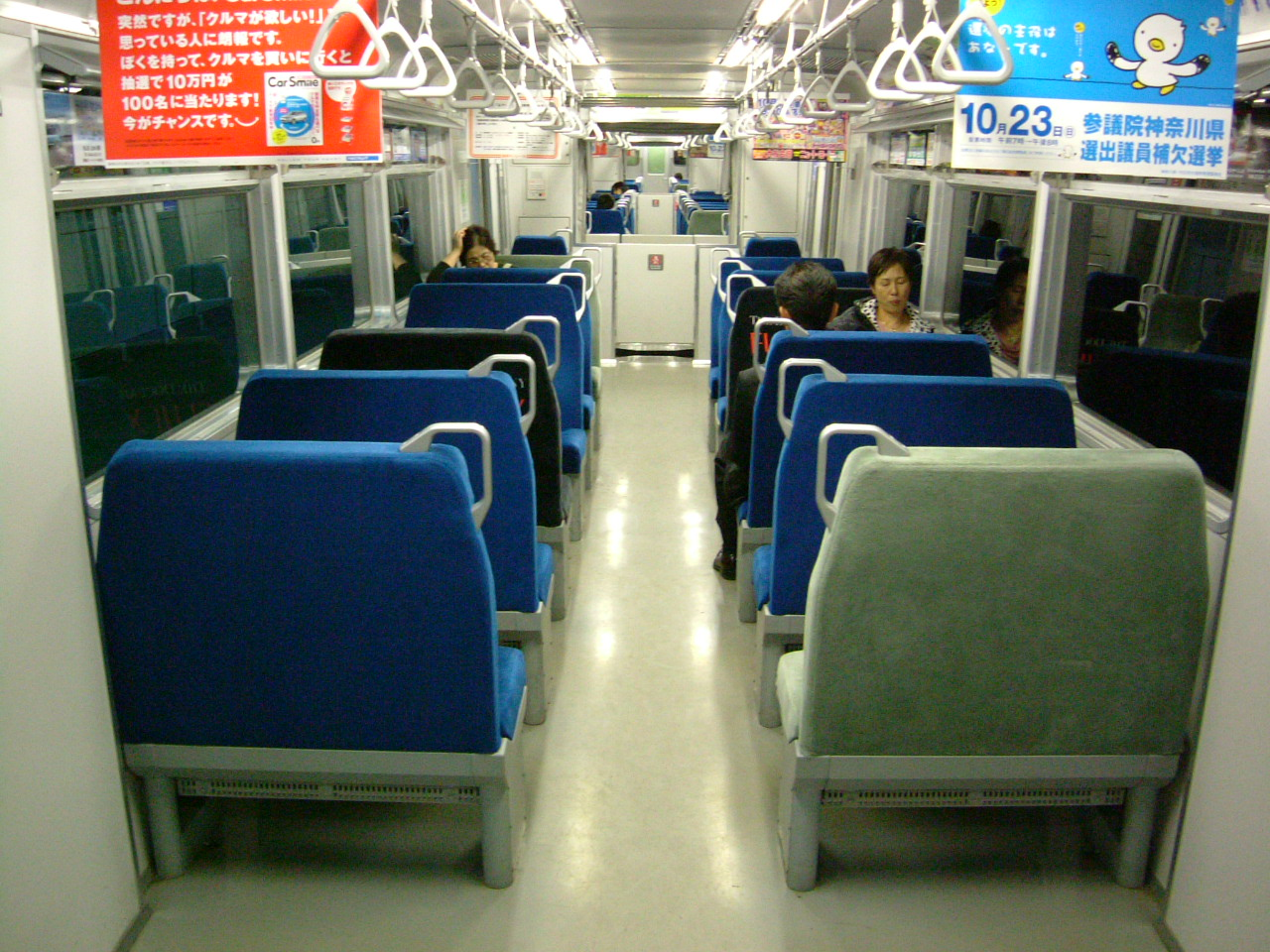
5301号（今5601号）车厢内部

## 编组
|       | ←大船方向 湘南江之島方向→ |      |      |         |
| 第1列 | 5601                      | 5201 | 5602 | ■红色   |
| 第2列 | 5603                      | 5203 | 5604 | ■藍色   |
| 第3列 | 5605                      | 5205 | 5606 | ■綠色   |
| 第4列 | 5607                      | 5207 | 5608 | ■黃色   |
| 第5列 | 5609                      | 5209 | 5610 | ■紫色   |
| 第6列 | 5611                      | 5211 | 5612 | ■黑色   |
| 第7列 | 5613                      | 5213 | 5614 | ■粉红色 |

## 事故
2008年2月24日一辆从西鎌倉站驶向湘南江之島的5000系第二列列车衝向没有对其开放的转辙器，导致卡在里面；当时转辙器为驶入西鎌倉站开往大船方向的5000系第一列列车使用的，第一列列车停在站前并未受损并于同年7月10日恢复运行，事故原因是第二列列车的控制装置有问题导致驾驶员误操作。第二列的控制装置改进后于2010年2月26日上线试运营并在次月23日上线运营。